# Dreiecksgeometrie
Die Dreiecksgeometrie ist ein Teilgebiet der ebenen (euklidischen) Geometrie. Sie spielt in der Elementargeometrie eine besondere Rolle, da sich beliebige Vielecke aus Dreiecken zusammensetzen lassen. Eine eindeutige Abgrenzung von der Trigonometrie, die sich zu einem großen Teil mit Dreiecksberechnungen beschäftigt, ist oft nicht möglich.

## Grundlagen der Dreiecksgeometrie
Die Kennzeichen der Trigonometrie sind die Verwendung der trigonometrischen Funktionen (Sinus, Kosinus, Tangens, Kotangens, Sekans, Kosekans) und die Betonung des rechnerischen Aspekts, während sich die Dreiecksgeometrie allgemein mit Eigenschaften allgemeiner und besonderer Dreiecke befasst. Grundlage der Dreiecksgeometrie sind ebenfalls die teilweise in der Schulgeometrie behandelten Sätze über Seiten und Winkel des allgemeinen Dreiecks (zum Beispiel Winkelsumme, Kongruenzsätze und Ähnlichkeitssätze) und die Erkenntnisse über besondere Dreieckstypen:
- Gleichschenkliges Dreieck (Gleichheit der Basiswinkel)
- Gleichseitiges Dreieck (60°-Winkel)
- Rechtwinkliges Dreieck (Thaleskreis, Satz des Pythagoras)

Eine besonders wichtige Rolle in der Dreiecksgeometrie spielen die eulersche Gerade, auf der Umkreismittelpunkt, Schwerpunkt und Höhenschnittpunkt liegen, und der Feuerbachkreis (Neun-Punkte-Kreis), der durch die Seitenmittelpunkte, die Höhenfußpunkte und die Mittelpunkte der oberen Höhenabschnitte geht und sowohl den Inkreis als auch die drei Ankreise berührt.
Bedeutsam sind auch der Satz von Ceva, mit dem sich gemeinsame Schnittpunkte von drei Geraden nachweisen lassen, und der Satz von Menelaos, einem Kriterium für die Kollinearität dreier Punkte.

## Geschichte
Schon in der antiken griechischen Mathematik wurden die „klassischen“ Transversalen des Dreiecks untersucht:
- die Mittelsenkrechten (Streckensymmetralen), die sich im Umkreismittelpunkt schneiden,
- die Winkelhalbierenden (Winkelsymmetralen) der Innen- und Außenwinkel, die sich im Inkreismittelpunkt beziehungsweise in den Ankreismittelpunkten schneiden,
- die Seitenhalbierenden (Schwerlinien), die sich (im Verhältnis 2:1) im Schwerpunkt schneiden,
- und die Höhen, die sich im Orthozentrum schneiden.

Erst in der Neuzeit (seit dem 17. Jahrhundert) kamen weitere Entdeckungen hinzu, darunter eine große Zahl besonderer Punkte wie Fermat-Punkt, Mittenpunkt, Nagel-Punkt, Napoleon-Punkt, Lemoine-Punkt und Brocard-Punkt.
Viele Entdeckungen der Dreiecksgeometrie stammen aus dem späten 20. Jahrhundert, etwa der Exeter-Punkt (1986) oder der Lamoen-Kreis (2000). Grund dafür ist nicht zuletzt die Verwendung dynamischer Geometrie-Software, die das Erstellen genauer Zeichnungen mit geringem zeitlichem Aufwand ermöglicht und im Zugmodus schnell erkennen lässt, ob eine Vermutung allgemein richtig sein könnte oder nicht. Auch Computerprogramme zur automatisierten Beweisführung werden mit Erfolg auf diesem Gebiet eingesetzt. Weitere wichtige Hilfsmittel, mit denen sich die vielen besonderen Punkte des Dreiecks einheitlich beschreiben lassen, sind die trilinearen und die baryzentrischen Koordinaten.